# 2e cérémonie des prix Écrans canadiens
La 2e cérémonie des prix Écrans canadiens (Canadian Screen Awards), organisée par l'Académie canadienne du cinéma et de la télévision, a eu lieu le 9 mars 2014 et a récompensé les films sortis en 2013,.

## Palmarès
Les lauréats sont indiqués ci-dessous en premier de chaque catégorie et en gras.

### Cinéma

#### Meilleur film
- Gabrielle
  - Le Démantèlement
  - Empire of Dirt
  - Enemy
  - The F Word
  - The Grand Seduction
  - Maïna
  - Tom à la ferme

#### Meilleur réalisateur
- Denis Villeneuve – Enemy
  - Sébastien Pilote – Le Démantèlement
  - Michael Dowse – The F Word
  - Xavier Dolan – Tom à la ferme
  - Pedro Pires et Robert Lepage – Triptyque (Triptych)

#### Meilleur acteur
- Gabriel Arcand pour le rôle de Gaby Gagnon dans Le Démantèlement
  - Jake Gyllenhaal pour le rôle d'Adam Bell / Anthony St. Claire dans Enemy
  - Daniel Radcliffe pour le rôle de Wallace dans The F Word
  - Brendan Gleeson pour le rôle de Murray French dans The Grand Seduction
  - Rajesh Tailang pour le rôle de Mahendra dans Siddharth

#### Meilleure actrice
- Gabrielle Marion-Rivard pour le rôle de Gabrielle dans Gabrielle
  - Tatiana Maslany pour le rôle de Dylan Morgan dans Cas & Dylan
  - Cara Gee pour le rôle de Lena dans Empire of Dirt
  - Kawennáhere Devery Jacobs pour le rôle de Ailadans Rhymes for Young Ghouls
  - Isabelle Guérard pour le rôle d'Espérance dans Rouge Sang

#### Meilleur acteur dans un second rôle
- Gordon Pinsent pour le rôle de Simon dans The Grand Seduction
  - Jay Baruchel pour le rôle de Francie dans The Art of the Steal
  - Alexandre Landry pour le rôle de Martin dans Gabrielle
  - Pierre-Yves Cardinal pour le rôle de Francis dans Tom à la ferme
  - Marc Labrèche pour le rôle de Paul dans Whitewash

#### Meilleure actrice dans un second rôle
- Sarah Gadon pour le rôle d'Helen dans Enemy
  - Florence Blain pour le rôle de Maia dans L'Autre Maison
  - Jennifer Podemski pour le rôle de Minerva dans Empire of Dirt
  - Mackenzie Davis pour le rôle de Nicole dans The F Word
  - Evelyne Brochu pour le rôle de Sara dans Tom à la ferme

#### Meilleur scénario original
- Empire of Dirt – Shannon Masters
  - The Art of the Steal – Jonathan Sobol
  - Le Démantèlement – Sébastien Pilote
  - Siddharth – Richie Mehta
  - Whitewash – Emanuel Hoss-Desmarais et Marc Tulin

#### Meilleure adaptation
- The F Word – Elan Mastai
  - Enemy – Javier Gullón
  - The Grand Seduction – Ken Scott et Michael Dowse
  - Tom à la ferme – Michel Marc Bouchard et Xavier Dolan
  - Triptyque (Triptych) – Robert Lepage

#### Meilleure direction artistique
- Louis Cyr : L'Homme le plus fort du monde – Michel Prouxl
  - Le Démantèlement – Mario Hervieux
  - Enemy – Patrice Vermette
  - Maïna – Jean Bécotte
  - The Mortal Instruments : La Cité des ténèbres (The Mortal Instruments: City of Bones) – Anthony Ianni et François Séguin

#### Meilleurs costumes
- Louis Cyr : L'Homme le plus fort du monde – Carmen Alie
  - The Colony – Lea Carlson
  - Maïna – Véronique Marchessault
  - Molly Maxwell – Sarah Millman
  - The Mortal Instruments : La Cité des ténèbres (The Mortal Instruments: City of Bones) – Gersha Phillips

#### Meilleurs maquillages
- The Mortal Instruments : La Cité des ténèbres (The Mortal Instruments: City of Bones) – Jo-Ann Macneil, Karola Dirnberger et Paul Jones
  - The Colony – Louise Mackintosh, Peggy Kyriakidou et Shauma Llewellyn
  - Cottage Country – François Dagenais et Traci Loader
  - Maïna – Brigitte Bilodeau
  - Mama (Mamá) – David Marti, Linda Dowds et Montse Ribe

#### Meilleures images
- Enemy – Nicolas Bolduc
  - Maïna – Allen Smith
  - Mama (Mamá) – Antonio Riestra
  - Le Météore – François Delisle
  - Upside Down – Pierre Gill

#### Meilleur montage
- Enemy – Matthew Hannam
  - Amsterdam – Carina Baccanale
  - The Dirties – Evan Morgan et Matt Johnson
  - Empire of Dirt – Jorge Weisz
  - Gabrielle – Richard Comeau

#### Meilleur son d'ensemble
- The Mortal Instruments : La Cité des ténèbres (The Mortal Instruments: City of Bones)
  - Amsterdam
  - Gabrielle
  - Siddharth
  - Tom à la ferme

#### Meilleur montage sonore
- The Mortal Instruments : La Cité des ténèbres (The Mortal Instruments: City of Bones)
  - Amsterdam
  - Gabrielle
  - Louis Cyr : L'Homme le plus fort du monde
  - Tom à la ferme

#### Meilleurs effets visuels
- The Mortal Instruments : La Cité des ténèbres (The Mortal Instruments: City of Bones)
  - Enemy
  - Louis Cyr : L'Homme le plus fort du monde
  - Mama (Mamá)
  - Upside Down

#### Meilleure chanson originale
- It's No Mistake interprétée par Jimmy Harry et Serena Ryder dans The Right Kind of Wrong
  - Molly interprétée par Colleen Rennison dans Down River
  - Far Away interprétée par Elisapie Isaac dans La Légende de Sarila
  - À la claire fontaine interprétée par Michel Cusson dans Rouge Sang
  - Iva/Moses interprétée par Maerin Hunting dans Stay

#### Meilleure musique originale
- Enemy – Danny Bensi et Saunder Jurriaans
  - Maïna – Kim Gaboury et Michel Cusson
  - Roche Papier Ciseaux – Ramachandra Borcar
  - Rouge Sang – Michel Cusson
  - Tom à la ferme – Gabriel Yared

#### Meilleur long métrage documentaire - Ted Rogers
- Watermark - Edward Burtynsky, Jennifer Baichwal, Nicholas de Pencier, Daniel Iron
  - Hi-Ho Mistahey! (en)
  - Mes Prairies, mes amours (en)
  - People of a Feather
  - Vanishing Point

#### Meilleur court métrage documentaire
- Chi (en) - Anne Wheeler, Yves J. Ma, Tracey Friesen

#### Meilleur court métrage de fiction
- Noah - Patrick Cederberg, Walter Woodman

#### Meilleur court métrage d'animation
- Jeu de l'inconscient - Chris Landreth, Marcy Page (en) et Mark Smith